# Charles de Brimeu
Charles de Brimeu (né en 1524 ou 1525, † à Zwolle le 7 janvier 1572), comte de Meghem, seigneur d'Humbercourt, de Querrieu, d'Housdaing et d'Esperlecq, stathouder de Gueldre et chevalier de la Toison d'or (au chapitre d'Anvers en janvier 1556), s'opposa à la politique centralisatrice de Philippe II.
Le comte de Meghem fit partie de la ligue contre le cardinal de Granvelle et contre l'Inquisition. Il refusa cependant de signer le Compromis des nobles et, lors de la Révolte des gueux, il resta fidèle à la couronne d'Espagne.

À l'arrivée du duc d'Albe, il fut nommé maître de l'artillerie de l'armée. En juin 1568, il défendit Groningue avec succès contre Louis de Nassau.
Mort sans descendance directe, il était l'oncle de Marie de Brimeu (née en 1550, † à Liège le 18 avril 1605), successivement épouse de Lancelot de Berlaymont puis (à partir de 1580) de Charles de Croÿ. Cette dernière, calviniste convaincue, exerça une influence décisive sur son second mari, jusqu'à leur séparation en 1584.